# نمک زایس
نمک زایس (به انگلیسی: Zeise's salt) یک ترکیب شیمیایی با شناسه پاب‌کم 16211684 است. 
در نام‌گذاری آیوپاک به‌صورت Potassium trichloro(ethene)platinate(II) نوشته می‌شود.